# Enix
Enix Corporation (яп. 株式会社エニックス кабусики-гайся эниккусу) — японская компания, занимавшаяся разработкой компьютерных игр, преимущественно в жанре JRPG, а также выпуском аниме и манги. Основана 22 сентября 1975 года предпринимателем Ясухиро Фукусимой как сервисный центр Эйданася Босю, а название Enix организация получила только в 1982 году. Название представляет собой игру слов, с одной стороны это феникс, мифологическая птица, перерождающаяся из пепла, с другой — аббревиатура ЭНИАК, означающая самый первый в мире компьютер.
Компания известна прежде всего по ряду ролевых игр, получивших популярность в Японии, среди которых Dragon Quest, Star Ocean, Valkyrie Profile и многие другие. В 2003 году Enix объединился с главным своим конкурентом Square Co., сформировав корпорацию Square Enix.

## История
Активная работа Enix на рынке компьютерных игр началась с 1982 года, когда молодой геймдизайнер Юдзи Хории с игрой Love Match Tennis победил на токийском конкурсе программирования — эта игра, предназначенная для персонального компьютера, и стала первым релизом компании. Другим победителем конкурса была головоломка Door Door от программиста Коити Накамуры, которую признали одним из главных продуктов Enix и портировали на Famicom. Несмотря на то, что на западе эта игра никогда не издавалась, в Японии её продажи шли довольно успешно, и Накамура на долгие годы закрепился в компании как ведущий программист.
В следующие несколько лет Enix выпустил ещё ряд игр для разных японских приставок, в числе которых и наиболее известное их творение — Dragon Quest (в Северной Америке до 2005 года известна под названием Dragon Warrior), игра, разработанная при участии дочерней студии Chunsoft и ставшая впоследствии главным франчайзингом компании. Работали над проектом всё те же Хории с Накамурой, а также известный мангака Акира Торияма и композитор Коити Сугияма. В 1986 году эта ролевая игра появилась на прилавках Японии и, по некоторым данным, разошлась тиражом в 1,5 млн копий, тем самым надолго обеспечив процветание своих создателей.
В 1991 году Enix вышел на фондовую биржу, зарегистрировавшись в Японской торговой ассоциации, позже переименованной в JASDAQ. Вскоре стал издаваться собственный ежемесячный журнал Shonen Gangan, публикующий мангу в жанре сёнэн. Компания стала сотрудничать со многими мелкими производителями компьютерных игр, выпуская созданные ими продукты под своей маркой, в том числе для четвёртого, пятого и шестого поколений игровых приставок. В отличие от главного своего конкурента Square Co., отказавшегося от услуг Nintendo и заявившего о выпуске игр эксклюзивно для Sony PlayStation, руководство Enix повело себя более гибко, в январе 1997 года анонсировав выпуск игр для обеих консолей. Такая политика привела к существенному росту стоимости акций, и к ноябрю 1999 года компания попала в первую секцию Токийской фондовой биржи.

### Слияние со Square Co.
В июле 2001 года, для снижения рисков при производстве онлайн-игр, правление Enix проявило интерес к сотрудничеству со своими конкурентами Square и Namco. В том же месяце Enix выплатил довольно большую сумму в 99,2 млрд иен компании Game Arts за право издавать будущие игры серии Grandia. Кроме того, ещё с 1999 года огромные средства вкладывались в создание Dragon Quest VII, релиз игры несколько раз откладывался, а итоговые продажи не смогли покрыть все бюджетные затраты. Как результат, в начале 2000 года акции компании упали почти на 40 %. Крайне неудачной оказалась игра 2001 года Dragon Warrior Monsters 2, продажи которой смогли компенсировать производственные затраты лишь на 90 %.
Компания Square в это время также находилась в затруднительном финансовом положении, потерпев провал с многобюджетным анимационным фильмом «Последняя фантазия: Духи внутри нас». Все эти неудачи привели к идее о слиянии обеих компаний и о прекращении конкурентной борьбы. Впервые слияние было анонсировано 26 ноября 2002 года, в течение года они постепенно объединяли свои активы, сращивали инфраструктуру и планировали совместную работу, а окончательное укрупнение состоялось 1 апреля 2003 года — в этот день появилась новая корпорация под названием Square Enix.